# Ghana Technology University College
Ghana Technology University College är ett universitet i Ghana.   Det ligger i regionen Storaccra, i den södra delen av landet, i huvudstaden Accra. 